# Соколовский, Андрей Андреевич
Андрей Андреевич Соколовский (1993, Казахстан — 2022, Яровая, Краматорский район, Донецкая область, Украина) — российский военнослужащий, гвардии сержант, старший разведчик группы специального назначения. Герой Российской Федерации (2022, посмертно).

## Биография
Родился 1 сентября 1993 года в посёлке Тогузак Комсомольского района (ныне Карабалыкский район) Кустанайской области Казахстана. Окончил среднюю школу № 2 в г. Тетюши (Татарстан), затем учился в Тетюшском сельскохозяйственном техникуме.
В октябре 2011 года был призван на срочную военную службу. В апреле 2014 года поступил на военную службу по контракту. Служил разведчиком группы специального назначения. Участник выполнения боевых задач в условиях чрезвычайного положения в Республике Таджикистан и военной операции России в Сирии. Награждён медалями «За боевые отличия», «За ратную доблесть», «Участнику военной операции в Сирии».
С 24 февраля 2022 года гвардии сержант, старший разведчик группы специального назначения участвовал во вторжении России на Украину. Погиб 29 мая 2022 года в ходе выполнения боевого задания в посёлке Яровая.
Похоронен в селе Чинчурино Тетюшского района.
Указом Президента Российской Федерации в 2022 году гвардии сержанту Соколовскому Андрею Андреевичу присвоено звание Героя Российской Федерации (посмертно). Медаль «Золотая Звезда» была вручена семье А. А. Соколовского в городе Тольятти 21 октября 2022 года во время церемонии открытия бюста.

## Семья
Был женат, воспитывал двух сыновей.

## Память
- 21 октября 2022 года в Тольятти на Аллее Славы воинской части, где служил Соколовский был открыт его бюст[3].
- 3 ноября 2022 года в школе № 62 Тольятти открыта мемориальная доска в честь Андрея Соколовского, его имя носит юнармейский отряд «Гвардеец» этой школы[5]